# Comuna Repînne, Boureni
Repînne (în ucraineană Репинне) este o comună în raionul Boureni, regiunea Transcarpatia, Ucraina, formată din satele Dil, Repînne (reședința) și Suhîi.

## Demografie
Componența lingvistică a comunei Repînne
     Ucraineană (99,25%)
     Alte limbi (0,76%)
Conform recensământului din 2001, majoritatea populației comunei Repînne era vorbitoare de ucraineană (99,25%), existând în minoritate și vorbitori de alte limbi.